# Roock Racing
Roock Racing est une écurie de sport automobile allemande fondée par Fabian et Michael Roock en 1984.

## Historique
L'écurie est fondée en 1984 par Fabian et Michael Roock. Ses locaux sont basés dans la ville de Leverkusen,.
En 1994, l'équipe remporte l'ADAC GT Cup avec les pilotes Ralf Kelleners et Uwe Alzen. Elle récidive l'année suivante.
En 1995, l'écurie participe au championnat BPR. L'année suivante, l'écurie est soutenue par Michelin et Total. Gerd Ruch, Ralpf Kelleners et Bruno Eichmann remporte la catégorie GT2 des manches de Monza et du Paul-Ricard.
En 2001, l'écurie cesse ses activités en sport automobile, mais Fabian et Michael Roock créés respectivement deux filiales de préparation automobile : Roock Autosport aux États-Unis et Roock Sport System en Allemagne,,.
En 2017, l'équipe décide de s'investir de nouveau en sport automobile. Deux Porsche 911 GT3 R (991) sont engagées en Blancpain Endurance Cup,,,.